# 路易·德·比阿德·德·弗龙特纳克
弗龙特纳克和帕呂奥伯爵路易·德·比阿德（法語：Louis de Buade, Comte de Frontenac et de Palluau，發音：[lwi də bɥad kɔ̃t də fʁɔ̃tənak e də palɥo]；1622年5月22日-1698年11月28日）是一位法国军人、大臣，曾任新法兰西总督（1672-1682年，1689-1698年他去世）。他在五大湖地区建立了许多堡垒，并与英国人和易洛魁人进行了一系列战斗。
在他的第一个任期内，他支持扩大毛皮贸易，建立了芳堤娜堡（位于现在的安大略省金斯顿），并与主权委员会的其他成员就毛皮贸易的扩张和徭役发生了冲突。他认为需要建造新的堡垒；此外他不顾弗朗索瓦·德·拉瓦尔主教的反对，支持向原住民部落出售白兰地，拉瓦尔认为这是一种大罪。与主权委员会的冲突导致他于1682年被召回。
在他的的第二个任期上，他努力保卫魁北克在威廉王之戰中免遭英国入侵，对易洛魁人和英国定居点进行了成功的袭击，消除了易洛魁人对新法兰西的威胁，并扩大了加拿大毛皮贸易规模。